# Arcidiocesi di Perugia-Città della Pieve

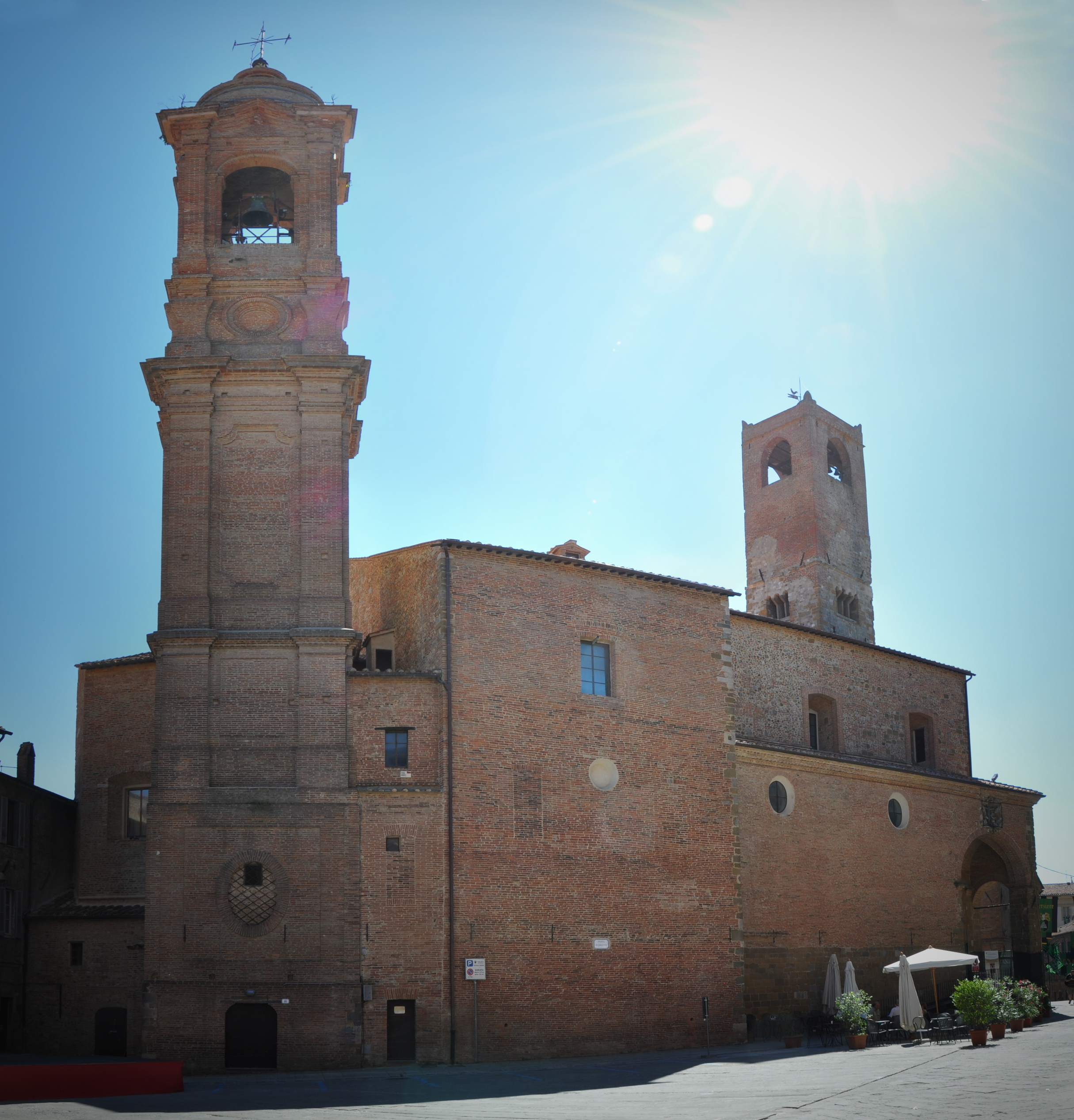
La concattedrale dei Santi Gervasio e Protasio a Città della Pieve.

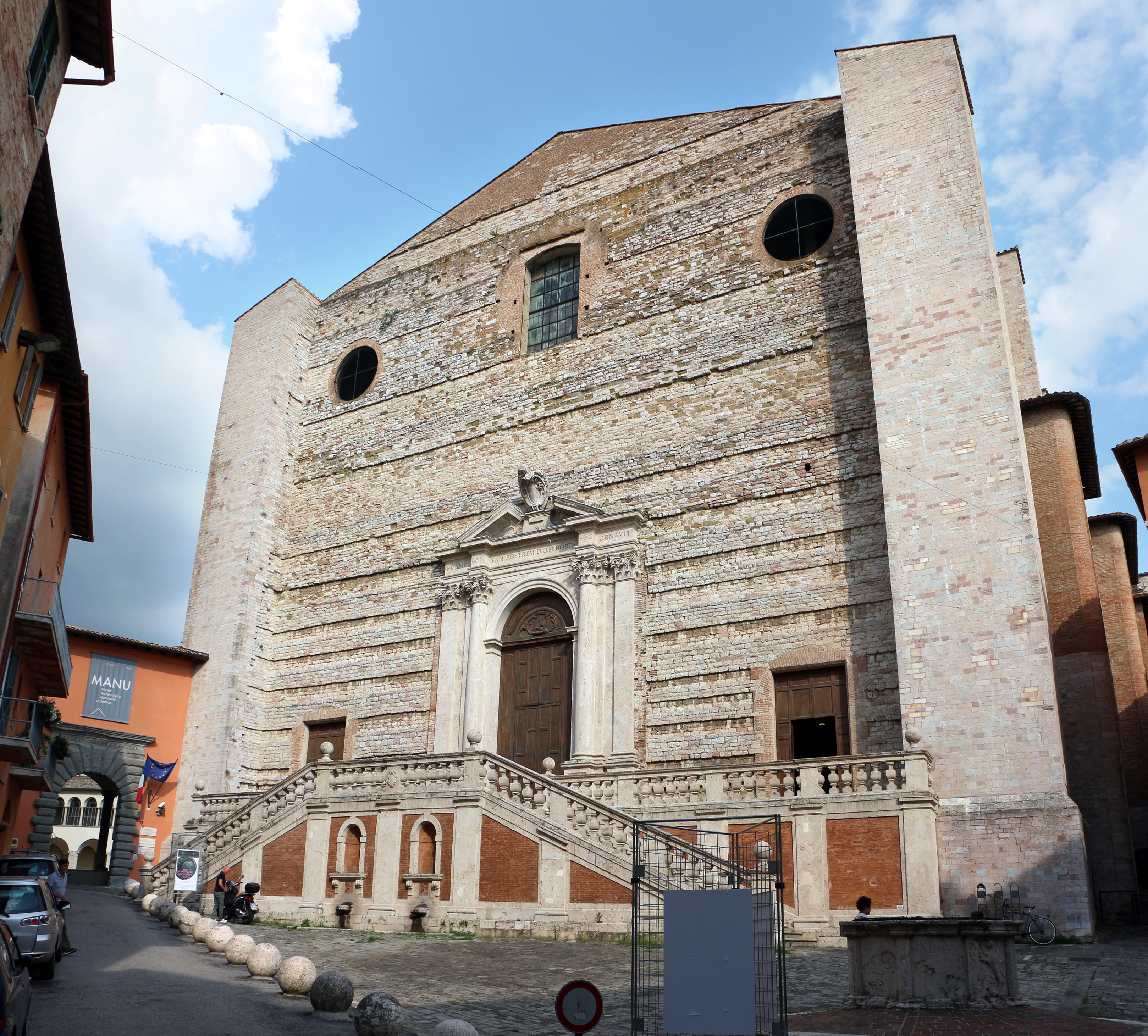
La basilica di San Domenico a Perugia.

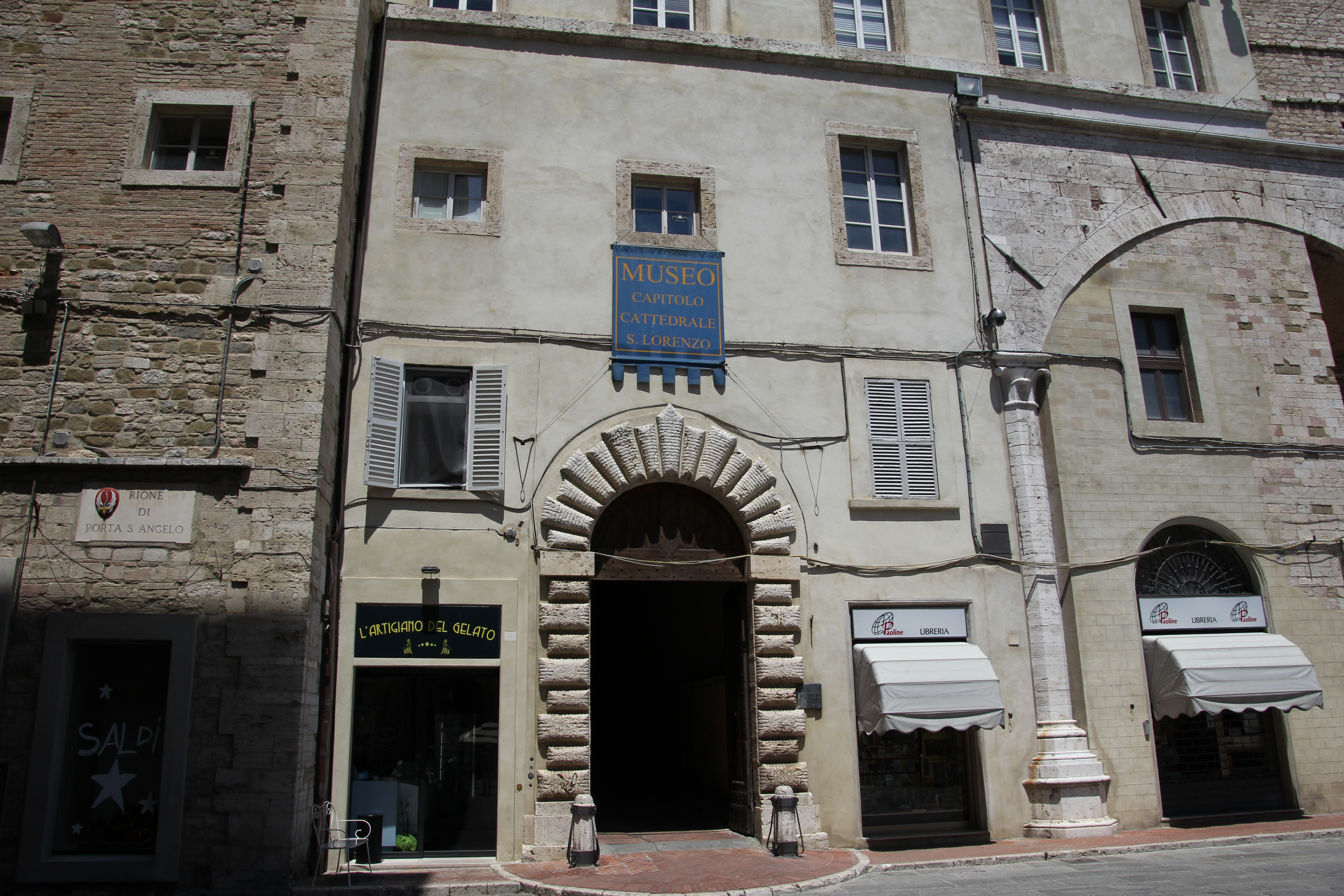
L'entrata del Museo dell'Opera del Duomo, meglio conosciuto come Museo Capitolare di San Lorenzo, a Perugia.

L'arcidiocesi di Perugia-Città della Pieve (in latino Archidioecesis Perusina-Civitatis Plebis) è una sede metropolitana della Chiesa cattolica in Italia appartenente alla regione ecclesiastica Umbria. Nel 2023 contava 251.300 battezzati su 286.745 abitanti. È retta dall'arcivescovo Ivan Maffeis.

## Territorio
L'arcidiocesi comprende in massima parte comuni della provincia di Perugia, a cui si aggiunge il comune di Monteleone d'Orvieto in provincia di Terni. I comuni della provincia di Perugia sono: Perugia, Castiglione del Lago, Paciano, Panicale, Piegaro, Città della Pieve, Tuoro sul Trasimeno, Lisciano Niccone, Passignano sul Trasimeno, Magione, Corciano, Marsciano (eccetto la località di Ammeto), Deruta (eccetto la frazione di Ripabianca), Torgiano, Bastia Umbra (la sola frazione di Ospedalicchio) e Umbertide (le sole parrocchie delle frazioni di Badia di Montecorona, Pierantonio, Preggio e Romeggio).
Sede arcivescovile è la città di Perugia, dove si trova la cattedrale di San Lorenzo. A Città della Pieve sorge la concattedrale dei Santi Gervasio e Protasio. Nel territorio si trovano anche tre basiliche minori: la basilica di San Domenico e la basilica di San Costanzo a Perugia, e la basilica del Santissimo Salvatore dell'abbazia di Montecorona.
Il territorio si estende su 1.900 km² ed è suddiviso in 154 parrocchie, raggruppate in 7 zone pastorali.

### Provincia ecclesiastica
La provincia ecclesiastica perugina, istituita nel 1972, comprende 4 suffraganee:
- la diocesi di Assisi-Nocera Umbra-Gualdo Tadino,
- la diocesi di Città di Castello,
- la diocesi di Foligno,
- la diocesi di Gubbio.

## Storia
L'odierna arcidiocesi nasce nel 1986 dall'unione di due antiche sedi episcopali, Perugia, attestata dal II-III secolo, e Città della Pieve, istituita nel 1600.

### Perugia
La diocesi di Perugia sarebbe stata eretta secondo la tradizione nel II secolo, e il primo vescovo attestato dalla tradizione agiografica e dal martirologio geronimiano è Costanzo, il cui «episcopato riposa sopra una tradizione abbastanza seria» (Lanzoni). Tuttavia il primo vescovo di cui esista un riscontro storico certo è Massimiano (o Massimiliano), che partecipò ai sinodi romani indetti da papa Simmaco tra la fine del V secolo e l'inizio del VI; a lui segue Ercolano, ucciso da Totila tra il 548 e il 549 e ricordato da Gregorio Magno.
Incerta e discussa è la collocazione dell'antica cattedrale perugina. La tradizione la colloca presso la chiesa extraurbana di San Pietro, luogo di sepoltura del vescovo Ercolano; più recentemente viene collocata all'interno delle mura cittadine, presso l'antica chiesa scomparsa di San Giovanni Rotondo, dove è stato scoperto un sarcofago cristiano della fine del IV secolo, che risulta essere a tutt'oggi la più antica testimonianza archeologica sulla presenza del cristianesimo a Perugia.
Nel X secolo, all'epoca del vescovo Onesto, le reliquie di sant'Ercolano vennero traslate nella nuova cattedrale dedicata a San Lorenzo, sul sito dell'odierna chiesa. L'antica chiesa di San Pietro divenne sede di un importante monastero benedettino, fondato dall'abate Pietro attorno al 965. Altri insediamenti monastici che si svilupparono in questo periodo sono il monastero di Santa Maria di Val di Ponte (Montelabbate) e il monastero camaldolese di San Salvatore di Monteacuto (o di Montecorona).
Tra XI e XII secolo il capitolo della cattedrale, composto per lo più da appartenenti alle nobili famiglie cittadine, assunse un ruolo centrale nella vita perugina e crebbe d'importanza grazie all'acquisizione di un notevole patrimonio e la giurisdizione patronale su diverse chiese. Questo contribuì ad accrescere i contrasti con l'autorità del vescovo, con gli altri monasteri, che in questo stesso periodo acquisirono l'esenzione dalla giurisdizione vescovile, e con il comune di Perugia.
Nel XIII secolo la città divenne una delle principali sostenitrici del guelfismo. Ospitò frequentemente i pontefici; papa Innocenzo III vi morì e vi fu sepolto (1216), come pure papa Martino IV; tra il 1216 e il 1305 a Perugia si tennero i conclavi che elessero Onorio III, Onorio IV, Celestino V e Clemente V. In questo secolo, la città e la diocesi videro la fondazione di diversi monasteri degli ordini mendicati, francescani e domenicani, ma anche agostiniani, Servi di Maria e carmelitani, e i monasteri femminili delle clarisse e delle cisterciensi.
Nel 1305 si svolse l'ultimo conclave a Perugia, che portò all'elezione di papa Clemente V, che trasferì la sede papale ad Avignone; si deve a questo papa l'autorizzazione alla fondazione dell'università perugina (lo Studium generale). Nel 1320 il vescovo Francesco Poggio celebrò un sinodo diocesano, il primo di cui sono noti gli atti, che si adoperò per la riforma del clero. Nel 1462 fu istituito il primo monte di pietà.
Al principio del XVI secolo, durante l'episcopato del cardinale Agostino Spinola, il capitolo della cattedrale di Perugia, che dal XII secolo seguiva la regola di sant'Agostino, fu secolarizzato. Nel 1564 Fulvio Giulio della Corgna istituì formalmente il seminario diocesano, che era stato avviato già dal 1559 da un sacerdote e da un laico, e celebrò il primo sinodo post-tridentino. Importante vescovo riformatore fu Napoleone Comitoli (1591-1624), «rappresentativo dell'attività pastorale post-tridentina, per i numerosi sinodi, la cura della liturgia e la promozione del culto di santi locali». Cospicua fu anche la presenza e la diffusione delle confraternite; solo a Perugia se ne contavano quasi quaranta alla fine del Cinquecento.
Il 27 marzo 1882, in forza della bolla Universae Ecclesiae regimen, Perugia fu elevata al rango di arcidiocesi immediatamente soggetta alla Santa Sede da papa Leone XIII, che dal 1846 al 1880 ne era stato vescovo. Papa Pecci «si trovò a gestire la Chiesa perugina in momenti di crisi politica, sostenendo fermamente le istituzioni ecclesiastiche e guidando clero e popolo soprattutto con la promulgazione di importanti lettere pastorali. Egli svolse sette visite pastorali, riformò il seminario e fondò l'Accademia di San Tommaso; promosse l'istruzione femminile e la devozione alla Madonna delle Grazie in cattedrale e alla Madonna della Misericordia nel nuovo santuario a Ponte della Pietra.»
All'inizio del Novecento, l'arcidiocesi visse un profondo periodo di crisi quando, in seguito ad una visita apostolica, il direttore e il vicerettore del seminario furono accusati di seguire le idee moderniste e destituiti dai loro incarichi; lo stesso seminario venne chiuso e il vescovo Dario Mattei Gentili costretto alle dimissioni nel 1910.
Il 15 agosto 1972 l'arcidiocesi di Perugia fu ulteriormente elevata al rango di sede metropolitana per effetto della bolla Animorum utilitati di papa Paolo VI; alla nuova provincia ecclesiastica vennero assegnate le diocesi di Assisi, di Città di Castello, di Città della Pieve, di Gubbio, di Foligno e di Nocera Umbra e Gualdo Tadino.

### Città della Pieve
Il 25 settembre 1600 fu eretta la diocesi di Città della Pieve con la bolla In supereminenti di papa Clemente VIII. Con la bolla Super universas del 9 novembre 1601, il pontefice definì i possedimenti e i limiti della diocesi, separata da quella di Chiusi, ed istituì il capitolo dei canonici. Il primo vescovo eletto, Angelo Angelotti, morì l'anno stesso della sua elezione senza poter essere consacrato; la morte di Clemente VIII e del suo successore Leone XI ritardarono la nomina e la consacrazione del primo vescovo, Fabrizio Paolucci, che avvenne solo nel 1605.
La diocesi era piccola e dotata di scarse rendite, a tal punto che i primi vescovi dovettero investire il proprio personale patrimonio per dotare la diocesi delle strutture necessarie per l'azione pastorale. Il vescovo Fabrizio Paolucci (1605-1625) istituì il seminario vescovile, che tuttavia ebbe vita irregolare fino alla riforma operata da Giovanni Evangelista Stefanini tra il 1771 e il 1775. Riginaldo Lucarini (1643-1671) impegnò le risorse di famiglia per «ingrandire la cattedrale, istituire la biblioteca pubblica e irrobustire la rete delle istituzioni di assistenza e beneficenza».
Tra i vescovi pievesi si segnala in particolare Giuseppe Angelucci, che governò la diocesi per quasi tutta la prima metà del Novecento (1910-1949). Convinto sostenitore del governo fascista, ne appoggiò tutte le iniziative, coinvolgendo il clero dell'arcidiocesi. Al termine della guerra, si scagliò contro l'ideologia comunista, imponendo ai parroci l'osservanza scrupolosa delle disposizioni di Pio XII in questo campo.
Il 15 agosto 1972 la diocesi di Città della Pieve, fino a quel momento immediatamente soggetta alla Santa Sede, divenne suffraganea dell'arcidiocesi di Perugia.
Nel 1973, per far coincidere i confini delle diocesi con quelle delle regioni civili, la diocesi di Città della Pieve cedette il territorio della frazione di Trevinano nel comune di Acquapendente alla diocesi di Acquapendente nel Lazio il 24 marzo il 16 luglio le parrocchie di Camporsevoli e di San Lazzaro alle Piazze nel comune di Cetona alla diocesi di Chiusi e Pienza in Toscana. Per lo stesso motivo nel 1977 la parrocchia toscana di Santa Fiora e quelle delle sue due frazioni Bagnolo e Bagnore passarono alla diocesi di Sovana-Pitigliano.
Al momento della piena unione con l'arcidiocesi perugina, la diocesi di Città della Pieve comprendeva 19 parrocchie nei comuni di Città della Pieve (4), Piegaro (1), Panicale (4), Paciano (1), Castiglione del Lago (8) e Monteleone d'Orvieto (1).

### Le sedi unite
Il 3 giugno 1977 Ferdinando Lambruschini, già arcivescovo di Perugia, fu nominato anche vescovo di Città della Pieve, unendo così in persona episcopi le due sedi.
Il 30 settembre 1986 la diocesi assunse l'attuale nome con il decreto Instantibus votis della Congregazione per i Vescovi, che sancì la piena unione delle due sedi vescovili.

## Cronotassi dei vescovi
Si omettono i periodi di sede vacante non superiori ai 2 anni o non storicamente accertati.

### Vescovi e arcivescovi di Perugia
- San Costanzo † (II - III secolo)
- San Decenzio? † (circa 250)
- San Massimiano (o Massimiliano) † (prima del 495 ? - dopo il 502)[12]
- Sant'Ercolano † (prima del 541/543 - fine 548 / inizio 549 deceduto)[13]
- Giovanni I † (menzionato nel 556)[14]
- Avenzio † (menzionato prima di maggio 599)[15]
- Venanzio † (menzionato nel 604)[16]
- Lorenzo † (menzionato nel 649)
- Benedetto I (o Bennato) † (menzionato nel 680)
- Sant'Asclepiadoro? † (menzionato nel 700 circa)[17]
- Gaudenzio † (menzionato nel 743)
- Epifanio † (menzionato nel 761)
- Teodorico † (menzionato nell'826)
- Benedetto II † (menzionato nell'853)
- Lanfridio? † (menzionato nell'861)[18]
- Benedetto III † (menzionato nell'879)[19]
- Teobaldo † (menzionato nell'887)[20]
- Ruggero † (menzionato nel 936)
- Onesto † (prima del 965 - dopo il 967)
- Conone † (prima del 998 - circa 1031 deceduto)
- Andrea † (circa 1032/1033 - prima di aprile 1049 deposto o deceduto)[21]
- Ottecario (o Otgerio) † (prima del 1052 - dopo luglio 1057)[22]
- Goffredo † (prima di aprile 1059 - dopo il 1085)[23]
- Giovanni II † (menzionato nel 1105)
- Gennaro? † (circa 1120)
- Rodolfo I (Armanni de Staffa) † (menzionato nel 1136)[24]
- Giovanni III † (menzionato nel 1146)
- Rodolfo II † (menzionato nel 1154)
- Giovanni IV? † (menzionato nel 1163)
- Viviano † (prima del 1179 - 1206 deceduto)
- Giovanni V † (1206 - 1231 deceduto)
- Salvio Salvi † (1231 - 1244 deceduto)
- Benedetto IV † (1244 - 1248)
- Frogerio o Frigerio † (11 maggio 1248 - 1250 deceduto)
- Benaudito (o Benenato) † (prima di maggio 1250 - prima di settembre 1253 deceduto)[25]
- Bernardo Corio † (31 ottobre 1254 - 26 agosto 1287 deceduto)
- Giovanni VI † (17 aprile 1288 - 9 novembre 1290 deceduto)
- Bulgaro Montemelini † (10 gennaio 1291 - 23 novembre 1308 deceduto)
  - Sede vacante (1308-1312)
- Francesco Poggio, O.P. † (8 maggio 1312 - 16 novembre 1330 deceduto)
- Ugolino Guelfoni, O.S.B. † (11 gennaio 1331 - 7 ottobre 1337 deceduto)
- Francesco Graziani † (9 ottobre 1337 - 1352 deceduto)
- Andrea Bontempi † (2 maggio 1354 - 16 luglio 1390 deceduto)
- Agostino Cacciaguerra † (29 ottobre 1390 - 27 febbraio 1404 nominato vescovo di Spoleto)
- Edoardo Michelotti, O.F.M. † (29 febbraio 1404 - dicembre 1411 deceduto)
- Antonio Michelotti, O.S.B. † (8 gennaio 1412 - 10 ottobre 1434 deceduto)
- Andrea Giovanni Baglioni † (9 marzo 1435 - 24 ottobre 1449 deceduto)
- Giacomo Vannucci † (27 ottobre 1449 - 1482 dimesso)
- Dioniso Vannucci † (29 maggio 1482 - 9 aprile 1491 deceduto)
- Girolamo Balbano † (18 aprile 1491 - 1492 deceduto)
- Juan López † (29 dicembre 1492 - 15 ottobre 1498 nominato arcivescovo di Capua)
- Francesco Gazzetta † (15 ottobre 1498 - 29 luglio 1499 deceduto)
  - Juan López † (27 agosto 1499 - 5 agosto 1501 deceduto) (amministratore apostolico)
- Troilo Baglioni † (27 agosto 1501 - 1503 deposto)
  - Francisco de Remolins † (4 agosto 1503 - marzo 1506 dimesso) (amministratore apostolico)
- Antonio Ferrero † (30 marzo 1506 - 23 luglio 1508 deceduto)
- Matteo Baldeschi † (28 luglio 1508 - dicembre 1509 deceduto)
- Agostino Spinola † (19 dicembre 1509 - 15 febbraio 1529 dimesso)
- Carlo Spinola † (15 febbraio 1529 - 15 novembre 1535 deceduto)
- Giacomo Simonetta † (20 dicembre 1535 - 20 luglio 1538 dimesso)
- Francesco Bernardino Simonetta † (29 luglio 1538 - 1550 deceduto)
- Fulvio Giulio della Corgna, O.S.Io.Hieros. † (5 marzo 1550 - 22 marzo 1553 dimesso)
- Ippolito della Corgna † (22 marzo 1553 - ? dimesso)
- Giulio Oradini † (17 aprile 1562 - ? dimesso)
- Fulvio Giulio della Corgna, O.S.Io.Hieros. † (6 settembre 1564 - 5 maggio 1574 nominato cardinale vescovo di Albano) (per la seconda volta)
- Francesco Bossi † (5 maggio 1574 - 21 ottobre 1579 nominato vescovo di Novara)
- Vincenzo Ercolani, O.P. † (27 novembre 1579 - 29 ottobre 1586 deceduto)
- Antonio Maria Galli † (5 novembre 1586 - 19 luglio 1591 nominato vescovo di Osimo)
- Napoleone Comitoli † (19 luglio 1591 - 30 agosto 1624 deceduto)
- Cosimo de Torres † (16 settembre 1624 - 3 aprile 1634 nominato arcivescovo di Monreale)
- Benedetto Ubaldi † (2 aprile 1634 - 1643 dimesso)
- Orazio Monaldi † (14 dicembre 1643 - dicembre 1656 deceduto)
  - Sede vacante (1656-1659)
- Marcantonio Oddi † (23 giugno 1659 - 24 febbraio 1668 deceduto)
- Lucalberto Patrizi † (3 giugno 1669 - 29 agosto 1701 deceduto)
- Anton Felice Marsili † (5 dicembre 1701 - 5 luglio 1710 deceduto)
- Vitale Giuseppe de' Buoi † (23 febbraio 1711 - 23 novembre 1726 deceduto)
- Marco Antonio Ansidei † (16 dicembre 1726 - 14 febbraio 1730 deceduto)
- Francesco Riccardo Ferniani † (11 dicembre 1730 - 25 agosto 1762 deceduto)
- Filippo Amadei † (22 novembre 1762 - 9 agosto 1775 deceduto)
- Alessandro Maria Odoardi † (29 gennaio 1776 - 2 febbraio 1805 deceduto)
- Camillo Campanelli † (23 settembre 1805 - 30 luglio 1818 deceduto)
- Carlo Filesio Cittadini † (2 ottobre 1818 - 16 aprile 1845 deceduto)
- Vincenzo Gioacchino Pecci † (19 gennaio 1846 - 27 febbraio 1880 dimesso[26])
- Federico Pietro Foschi † (27 febbraio 1880 - 12 novembre 1895 deceduto)
- Dario Mattei Gentili † (29 novembre 1895 - 30 settembre 1910 dimesso)
- Giovanni Beda Cardinale, O.S.B. † (8 novembre 1910 - 25 luglio 1922 dimesso)[27]
- Giovanni Battista Rosa † (11 dicembre 1922 - 29 ottobre 1942 deceduto)
- Mario Vianello † (11 marzo 1943 - 13 agosto 1955 deceduto)
- Pietro Parente † (15 settembre 1955 - 23 ottobre 1959 nominato assessore della Congregazione del Sant'uffizio[28])
- Raffaele Baratta † (17 dicembre 1959 - 15 ottobre 1968 ritirato[29])
- Ferdinando Lambruschini † (15 ottobre 1968 - 25 luglio 1981 deceduto)
- Cesare Pagani † (21 novembre 1981 - 30 settembre 1986 nominato arcivescovo di Perugia-Città della Pieve)

### Vescovi di Città della Pieve
- Sede vacante (1600-1605)

- Fabrizio Paolucci † (3 agosto 1605 - 30 gennaio 1625 deceduto)
- Celso (Giuliano) Zani, O.F.M. † (19 febbraio 1625 - 1629 dimesso)
- Sebastiano Ricci † (13 dicembre 1629 - 7 gennaio 1638 deceduto)
- Giovanni Battista Carcarasio † (17 aprile 1638 - 24 gennaio 1643 deceduto)
- Riginaldo Lucarini, O.P. † (9 febbraio 1643 - 8 ottobre 1671 deceduto)
- Carlo Francesco Muti † (22 febbraio 1672 - 4 ottobre 1710 deceduto)
- Fausto Guidotti † (26 gennaio 1711 - 6 dicembre 1731 deceduto)
- Francesco Maria Alberici † (31 marzo 1732 - 27 giugno 1735 nominato vescovo di Foligno)
- Ascanio Argelati † (27 giugno 1735 - 23 giugno 1738 deceduto)
- Gaetano Fraccagnani † (3 settembre 1738 - 2 aprile 1747 deceduto)
- Virgilio Giannotti † (15 maggio 1747 - 16 aprile 1751 deceduto)
- Ippolito Graziadei † (5 luglio 1751 - 25 luglio 1754 deceduto)
- Angelo Maria Venizza † (16 dicembre 1754 - 7 dicembre 1770 deceduto)
- Giovanni Evangelista Stefanini † (4 marzo 1771 - 26 aprile 1775 deceduto)
- Tommaso Mancini † (29 maggio 1775 - 17 settembre 1795 ritirato)
- Francesco Maria Gazzoli † (22 settembre 1795 - 11 agosto 1800 nominato vescovo di Amelia)
- Filippo Angelico Becchetti, O.P. † (11 agosto 1800 - 8 luglio 1814 dimesso)
- Bonaventura Carenzi, O.F.M.Conv. † (26 settembre 1814 - 13 novembre 1817 deceduto)
- Pier Camillo de Carolis † (16 marzo 1818 - 26 agosto 1818 deceduto)
- Giulio Mami † (2 ottobre 1818 - 18 giugno 1837 deceduto)
- Giuseppe Maria Severa † (2 ottobre 1837 - 12 settembre 1853 nominato vescovo di Terni)
- Emidio Foschini † (12 settembre 1853 - 1º ottobre 1888 deceduto)
- Paolo Gregori † (11 febbraio 1889 - 19 febbraio 1895 deceduto)
- Giovanni Tacci Porcelli † (18 marzo 1895 - 17 dicembre 1904 dimesso[30])
  - Sede vacante (1904-1907)
- Domenico Fanucchi † (24 agosto 1907 - 23 luglio 1910 deceduto)
- Giuseppe Angelucci † (29 agosto 1910 - 2 maggio 1949 deceduto)
- Ezio Barbieri † (2 agosto 1949 - 3 giugno 1977 ritirato)
- Ferdinando Lambruschini[31] † (3 giugno 1977 - 25 luglio 1981 deceduto)
- Cesare Pagani † (21 novembre 1981 - 30 settembre 1986 nominato arcivescovo di Perugia-Città della Pieve)

### Arcivescovi di Perugia-Città della Pieve
- Cesare Pagani † (30 settembre 1986 - 12 marzo 1988 deceduto)
- Ennio Antonelli (6 ottobre 1988 - 25 maggio 1995 dimesso)
- Giuseppe Chiaretti † (9 dicembre 1995 - 16 luglio 2009 ritirato)
- Gualtiero Bassetti (16 luglio 2009 - 27 maggio 2022 ritirato)
- Ivan Maffeis, dal 16 luglio 2022

## Statistiche
L'arcidiocesi nel 2023 su una popolazione di 286.745 persone contava 251.300 battezzati, corrispondenti all'87,6% del totale.
| anno                                     | popolazione | popolazione | popolazione | presbiteri | presbiteri | presbiteri | presbiteri                | diaconi | religiosi | religiosi | parrocchie |
| anno                                     | battezzati  | totale      | %           | numero     | secolari   | regolari   | battezzati per presbitero | diaconi | uomini    | donne     | parrocchie |
| ---------------------------------------- | ----------- | ----------- | ----------- | ---------- | ---------- | ---------- | ------------------------- | ------- | --------- | --------- | ---------- |
| arcidiocesi di Perugia                   |             |             |             |            |            |            |                           |         |           |           |            |
| 1950                                     | 166.036     | 166.036     | 100,0       | 294        | 229        | 65         | 564                       |         | 80        | 465       | 193        |
| 1970                                     | 185.000     | 187.144     | 98,9        | 329        | 217        | 112        | 562                       |         | 123       | 596       | 201        |
| 1980                                     | 187.600     | 189.800     | 98,8        | 293        | 200        | 93         | 640                       | 1       | 102       | 428       | 205        |
| diocesi di Città della Pieve             |             |             |             |            |            |            |                           |         |           |           |            |
| 1950                                     | 45.000      | 45.000      | 100,0       | 45         | 45         | -          | 1.000                     |         | -         | 110       | 33         |
| 1970                                     | 28.558      | 28.558      | 100,0       | 41         | 41         | -          | 696                       |         | -         | ?         | 34         |
| 1980                                     | 24.700      | 24.700      | 100,0       | 32         | 32         | -          | 771                       |         | -         | 54        | 28         |
| arcidiocesi di Perugia-Città della Pieve |             |             |             |            |            |            |                           |         |           |           |            |
| 1990                                     | 228.600     | 230.800     | 99,0        | 280        | 196        | 84         | 816                       | 1       | 127       | 521       | 155        |
| 1999                                     | 229.500     | 232.500     | 98,7        | 233        | 155        | 78         | 984                       | 7       | 120       | 450       | 154        |
| 2000                                     | 229.500     | 232.500     | 98,7        | 235        | 154        | 81         | 976                       | 7       | 119       | 399       | 154        |
| 2001                                     | 229.500     | 232.500     | 98,7        | 230        | 149        | 81         | 997                       | 10      | 119       | 399       | 154        |
| 2002                                     | 229.500     | 232.500     | 98,7        | 241        | 149        | 92         | 952                       | 8       | 130       | 399       | 154        |
| 2003                                     | 229.500     | 232.862     | 98,6        | 234        | 151        | 83         | 980                       | 11      | 113       | 399       | 154        |
| 2004                                     | 229.500     | 232.500     | 98,7        | 227        | 146        | 81         | 1.011                     | 12      | 111       | 399       | 154        |
| 2013                                     | 256.000     | 286.645     | 89,3        | 195        | 119        | 76         | 1.312                     | 27      | 103       | 424       | 155        |
| 2016                                     | 255.000     | 285.000     | 89,5        | 223        | 119        | 104        | 1.143                     | 34      | 130       | 292       | 155        |
| 2019                                     | 258.515     | 284.580     | 90,8        | 205        | 121        | 84         | 1.261                     | 37      | 107       | 266       | 155        |
| 2021                                     | 253.000     | 283.000     | 89,4        | 196        | 112        | 84         | 1.290                     | 38      | 106       | 256       | 154        |
| 2023                                     | 251.300     | 286.745     | 87,6        | 158        | 117        | 41         | 1.590                     | 43      | 63        | 243       | 154        |

### Per Perugia
- (LA)  Ferdinando Ughelli, Italia sacra, vol. I, seconda edizione, Venezia, 1717, coll. 1153-1174
- Giuseppe Cappelletti, Le Chiese d'Italia della loro origine sino ai nostri giorni, vol. IV, Venezia, 1846, pp. 447–504
- (LA)  Paul Fridolin Kehr, Italia pontificia, vol. IV, Berolini, 1909, pp. 60–79
- (DE)  Gerhard Schwartz, Die Besetzung der Bistümer Reichsitaliens unter den sächsischen und salischen Kaisern : mit den Listen der Bischöfe, 951-1122, Leipzig-Berlin, 1913, pp. 287–290
- (LA)  Michele Faloci Pulignani, L'Umbria sacra del padre Sbaraglia, in Archivio per la storia ecclesiastica dell'Umbria, I (1913), pp. 602–618
- Francesco Lanzoni, Le diocesi d'Italia dalle origini al principio del secolo VII (an. 604), vol. I, Faenza, 1927, pp. 548–552
- L. Colangeli, Testimoni e protagonisti di un tempo difficile. Relazioni dei parroci sul passaggio del fronte nella diocesi di Perugia, Foligno, Editoriale Umbra, 2007
- (LA)  Pius Bonifacius Gams, Series episcoporum Ecclesiae Catholicae, Graz, 1957, pp. 714–715
- (LA)  Konrad Eubel, Hierarchia Catholica Medii Aevi, vol. 1, p. 396; vol. 2, pp. 214; vol. 3, pp. 271–272; vol. 4, p. 277; vol. 5, p. 311; vol. 6, pp. 333–334
- (LA)  Bolla Universae Ecclesiae regimen, in «Leonis XIII pontificis maximi Acta», vol. III, p. 35
- (LA)  Bolla Animorum utilitati, AAS 64 (1972), p. 667

### Per Città della Pieve
- (EN)  La diocesi di Città della Pieve su Catholic Hierarchy
- (EN)  La diocesi di Città della Pieve su Gcatholic
- (LA)  Ferdinando Ughelli, Italia sacra, vol. I, seconda edizione, Venezia, 1717, coll. 585-595
- Remo Serafini, Seminaristi, preti e vescovi della diocesi di Città della Pieve nel XX secolo, Montepulciano, 2003
- Giuseppe Cappelletti, Le Chiese d'Italia della loro origine sino ai nostri giorni, vol. V, Venezia, 1846, pp. 247–276
- (LA)  Pius Bonifacius Gams, Series episcoporum Ecclesiae Catholicae, Graz, 1957, pp. 684–685
- (LA)  Konrad Eubel, Hierarchia Catholica Medii Aevi, vol. 4, p. 152; vol. 5, p. 160; vol. 6, p. 168
- (LA)  Bolla In supereminenti, in Bullarum diplomatum et privilegiorum sanctorum Romanorum pontificum Taurinensis editio, vol. X, Torino, 1865, pp. 600–603